# 黄式苏
黄式苏（1874年—1948年1月6日），谱名君任，榜名式苏，字仲荃，别署胥庵，晚年改名迂，字仲迂，号迂叟，浙江乐清高园（今属柳市镇）人，光绪壬寅辛丑恩正并科举人出身，近代诗人、官员。曾任温州师范学堂监督、浙江省咨议局议员等职务。生前为官清廉、郁郁不得志，1949年一度被奉为泰顺县城隍神。

## 生平
1874年，黄式苏出生于乐清高园。高园黄氏是当地名门，家富于财，对同乡文人慷慨大方，常常资助他们；祖父黄梦香贡生出身，原本定居西乡沙岙桥头，但因为火灾家宅被毁，移居外家象阳荷盛，在高园营建新家，藏书万卷，以诗会友，与江弢叔交好；叔父黄鼎瑞，光绪乙酉举人出身，在杭州诂经精舍从学于俞曲园，长期担任上海梅溪书院山长。黄式苏就受叔父黄鼎瑞熏陶，又在梅溪书院从学于陳黻宸，此后数十年间二人关系亲密。光绪二十八年（1902年）黄式苏乡试中举，但在次年殿试不第，此后不再参加科举。回乡后，同郑雨农、倪楚湄、冯地造、吴郁哉、高性朴、施仲周组织“砥社”，清议时事，讲求经世致用。同乡黃紹箕赏识其才华，邀请他到北京校勘图书，老师陳黻宸又邀请他南下到两广方言学堂任教。应云南提学赵尔恺之请，经由福州、广州、香港、海防到昆明协办学务，但在河口因兵事折回。此间，结识蔡元培、章太炎、马叙伦，参与光复会、同盟会活动，后来当选为浙江省咨议局议员。在孙怡让成立温处学务分处之后也曾为孙怡让的助理，后来担任温州师范学堂监督。
辛亥革命发生后，溫處兵備道郭則沄恰好与黄式苏为同科举人，于是郭則沄在黄式苏劝说交出政权，黄式苏也因此获得温州军政分局教育部副部长的职务。随后浙江都督汤寿潜派陳黻宸主持温州事务，但陳黻宸在与徐定超的政治鬥爭中落败，弟子黄式苏自然受到牵连，回到乐清到好友洪邦泰主持的长林盐场任盐事长，数月后转任杭州浙江省鹽運署。1914年黄式苏获任遂安县代理知事，次年到北京考试成功后转正，旋即调任福建省省長公署教育科科長。1917年外派到泰寧縣担任县长，任内兴办学校，禁止鸦片。1918年调任宁德县县长，在宁德担任县长4年，是宁德民国时期任职时间最长的县长，为官清廉，为遭遇台风的百姓力争省府免粮赈灾，不惜卖光家产以补财政亏空。随着福建省长李厚基于1922年下野，黄式苏也主动辞官回乡，由于在当地官声显著，当地士绅挽留，民众「沿街陳設香案，置水一盂、鏡一方，喻清似水，明似鏡，群集道側，含淚相送，依戀之情，感人殊深」。黄式苏回到温州之后家徒四壁，生活困难，不得不到溫州同鄉會帮忙维生。黄式苏于1924年被选举为浙江省自治會會議代表，到杭州定居，1925年宁德士绅曾请他复任未允。1928年，在马叙伦引荐下任职于刚刚从英国人那里转手的杭州廣濟醫院，但南京国民政府畏于英国人权势，下令发还，于是出走南京，通过好友邵力子任职于交通部津浦鐵路管理委員會。由于工作不稳定，虽有友人相助，黄式苏的生活仍然颇为潦倒。
1937年卢沟桥事变爆发之后，因年事已高，未随同政府西迁，回到故乡乐清，闭门不出。由于黄式苏是举人出身，安贫乐道，敢怒敢言，在当地民间颇有威望。1941年日军第一次进攻温州，国军及政府高官闻风而逃，日军撤退之后矜功自邀，黄式苏为此作诗「不戰居然復舊疆」讽刺。1942年乐清遭遇旱灾，百姓请出黄式苏为民祈雨，黄式苏只得勉为其难，不料果真下雨。1944年日军第三次进攻温州，日军向导见黄式苏一贫如洗，因此也没有闯入他家。抗战胜利之后，黄式苏被列入浙江省政府的褒獎名單，并被推举为樂清縣臨時參議會副議長，黄式苏坚持不受。1948年1月，黄式苏去世，享年74岁，「送殯者近千人」，遗著有《慎江草堂诗钞》6卷746首。

## 身后
1949年3月3日，国民党温州机关报《浙甌日報》刊登了《向黃仲荃先生看齊：聽了「仲荃先生做城隍後」》一文，是已知最早关于「黄式苏做泰顺城隍」事件的报道，根据这篇文章的描述，早在黄式苏葬礼的时候，民众夹道送别，「黃老爺升天了」、「清官做佛了」、「去世如此快便， 如此吉祥，一定是菩薩來接引」这类说法就不胫而走。作者刘平则评价此事「仲荃先生做城隍的傳說，已成為樂清家喻戶曉的新聞，聽者歡喜讚嘆，信其必有，這並不見得是什麼迷信觀念的牢固，實在是仲荃先生的人格太使人欽崇了，民間對清官廉吏的傾倒拜頌，正可反映廉潔政治的實現是如何迫切」，鼓励国民党政府的廉洁作风。而在共产党员洪水平的记录中，泰顺当地在4月时就有人开始按照生前模樣衣著重塑城隍金身，甚至还有人到城隍庙向黄老爷告陰狀，被状告的鄉長营私舞弊、草菅人命但无人问责，黄老爷最好叫这人半夜七窍流血、全身浮肿而亡，泰顺的城隍庙因此香火兴旺，实际上鼓励民众向城隍控诉国民党施政不利。
死后，作为辛亥革命元勋，在1949年之后坟墓被掘。